# 永谢布
永谢布部又译“应绍不、永邵卜、永舍布、引蛇布、鹰韶保、雍谢布”，是明代的东部蒙古部落，达延汗分封的六万户之一。得名于元朝管理上都开平府察罕脑儿行宫的“云需府”。
15世纪中叶属亦思马因太师，1486年，亦思马因死后，归属亦卜剌，内有阿速、哈喇嗔、舍奴郎、孛来、当剌儿罕、失保嗔、叭儿廒、荒花旦、奴母嗔、塔不乃麻十营。1510年，达延汗击败亦卜剌，存留的永谢布部组成蒙古六万户（察哈尔、喀尔喀、兀良哈、鄂尔多斯、土默特、永谢布）中的右翼三万户之一，其中主要部落是喀喇沁、阿速、永谢布，以永谢布为万户之名。永谢布驻地“在宣府张家口边外正北，离边约二十日程”。16世纪中叶起，各部向东扩张势力，控制朵颜卫部分地区，另有一些部众迁至青海。永谢布和阿速最初封给达延汗之子五八山只台吉，后被巴尔斯博罗特之子我托汉卜只剌台吉占据。哈喇嗔七鄂拓克则由巴尔斯博罗特之子把都儿台吉占据。1628年，永谢布与林丹汗战于土默特「赵城」（召城，今呼和浩特），失败後部落散逸，部名随之消失；1632年，外喀尔喀的绰克图台吉将青海地区的永谢布残部击败。